# Museumsquartier Sainte-Anne de Lübeck
Le Museumsquartier Sainte-Anne de Lübeck se situe à Lübeck en Allemagne, dans une ancienne abbaye de religieuses de l'Ordre de Saint-Augustin, qui se trouve à côté de l'église Saint-Gilles.

## Historique
L'abbaye de briques rouges a été construite juste avant la Réforme protestante, entre 1502 et 1515, en style gothique tardif, et sa chapelle dédiée à sainte Anne, mère de la Vierge Marie. La dernière religieuse fuit en 1532, au bout de plusieurs années de procédures d'interdiction des ordres catholiques. L'ancienne abbaye est transformée en 1610 en maison d'accueil pour nécessiteux, puis une partie en prison. Elle est agrandie en 1778 pour recevoir plus de prisonniers.
Un incendie détruit une partie des bâtiments en 1843. Ceux-ci sont restaurés, sauf la chapelle, dont quelques éléments subsistent malgré tout. L'ancien cloître, le réfectoire, la salle du chapitre, etc. sont encore visibles aujourd'hui et restaurés.
En 1912, le sénat de Lübeck décide de convertir Sainte-Anne en musée, qui ouvre en 1915. En 2004 a été ajoutée la Kunsthalle St. Anne' pour l'art contemporain. Depuis 2013 le marketing pour le musée et la Kunsthalle Sainte-Anne est fait par le quartier du Musée Sainte-Anne de Lübeck,

## Collections du musée Sainte-Anne

### Art sacré du Moyen Âge
Le musée Sainte-Anne abrite la collection de polyptyques la plus importante d'Allemagne, comme l'autel de Grönau, le seul autel médiéval préservé de Lübeck. La plupart des autels ont été offerts à des chapelles de couvents ou à des églises par des guildes de marchands de la Hanse, comme à l'église Sainte-Catherine. On peut remarquer les autels surmontés de polyptyques, comme:
- Autel de saint Luc, peint par Hermen Rode
- Autel du voyageur de Scanie, de Bernt Notke
- Autel de saint Antoine, de Benedikt Dreyer
- Autel de la Passion, peint par Hans Memling, qui était un don à la cathédrale de Lübeck par la famille Greverade.
- Autel familial de Hinrich Kerckring, par Jacob van Utrecht

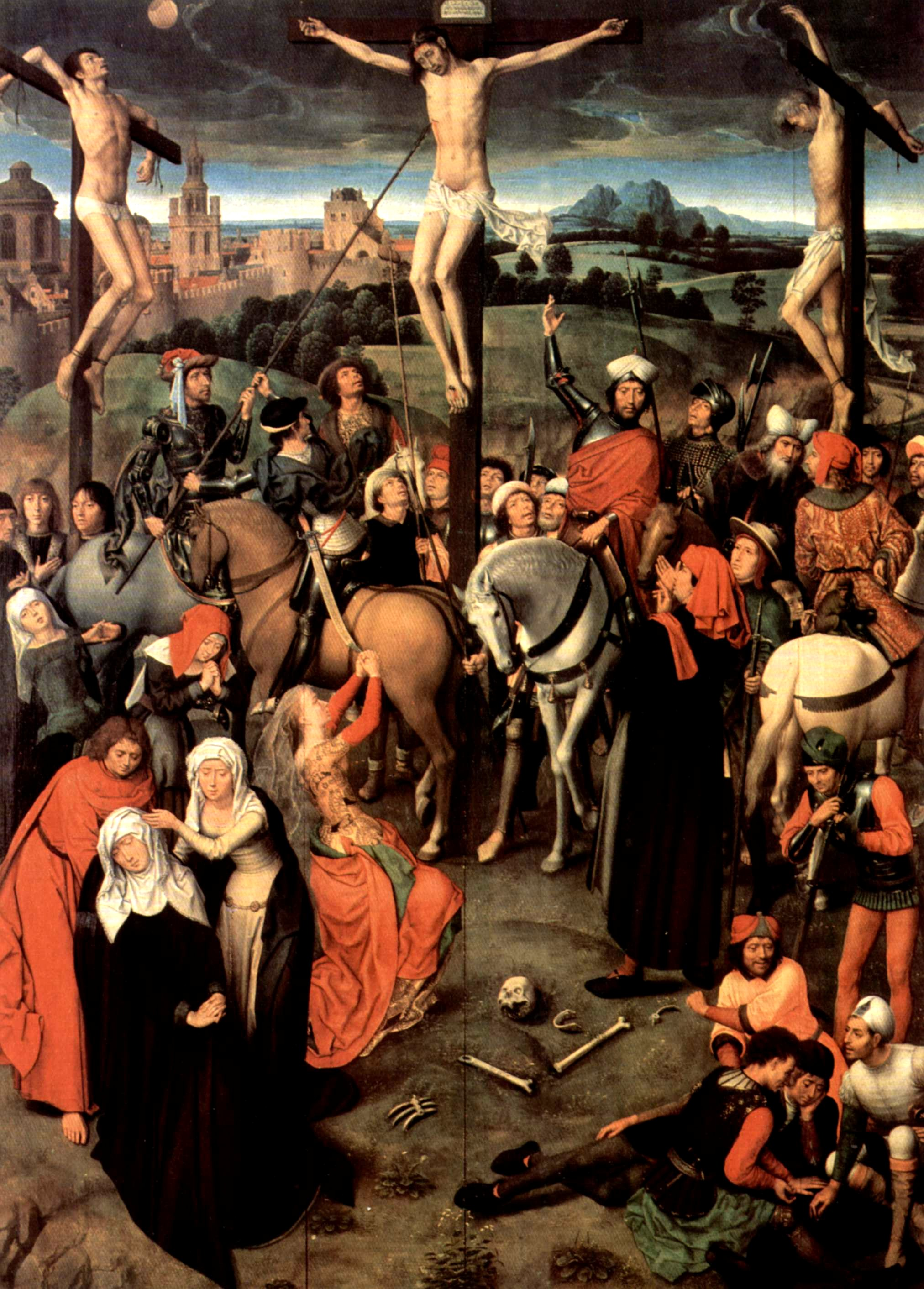
Autel de la Passion par Memling (panneau central)

On remarque aussi le groupe de saint Georges (1504), commande de la chapelle Saint-Jürgen, par le sculpteur Henning von der Heyde. Le musée abrite un lapidaire de l'art roman et de l'art gothique. La pièce la plus remarquable est celle de la Madone de Niendorf , sculptée par Johannes Junge, trouvée dans une grange de Lübeck en 1926. On peut aussi distinguer La Parabole des Dix Vierges qui était dans la chapelle du château de Lübeck, et la collection de paramentique, dont la plupart des pièces proviennent de Sainte-Marie de Dantzig (aujourd'hui Gdansk).
En plus de ces œuvres majeures, il existe aussi plusieurs collections d'objets d'orfèvrerie, d'argenterie, de métal, de faïence (provenant des manufactures de Stockelsdorf, Kellinghusen et Stralsund), de porcelaine de Saxe de Meissen ou Fürstenberg, ainsi que de nombreuses pièces composant le décor des intérieurs des maisons de riches marchands de la ligue hanséatique.
Une collection de photographies a commencé à être rassemblée depuis les années 1920 par Carl Georg Heise, l'un des premiers directeurs du musée, dont 212 photos de Albert Renger-Patzsch, ou celles de Hugo Erfurth.

## Kunsthalle
Juste à côté du musée se trouve la Kunsthalle St. Anne construite en 2004 sur les ruines de l'ancienne chapelle, qui abrite des collections d'art contemporain, dont celle de Leonie von Rüxleben (1920-2005) et plus de mille trois cents autoportraits modernes.

## Galerie

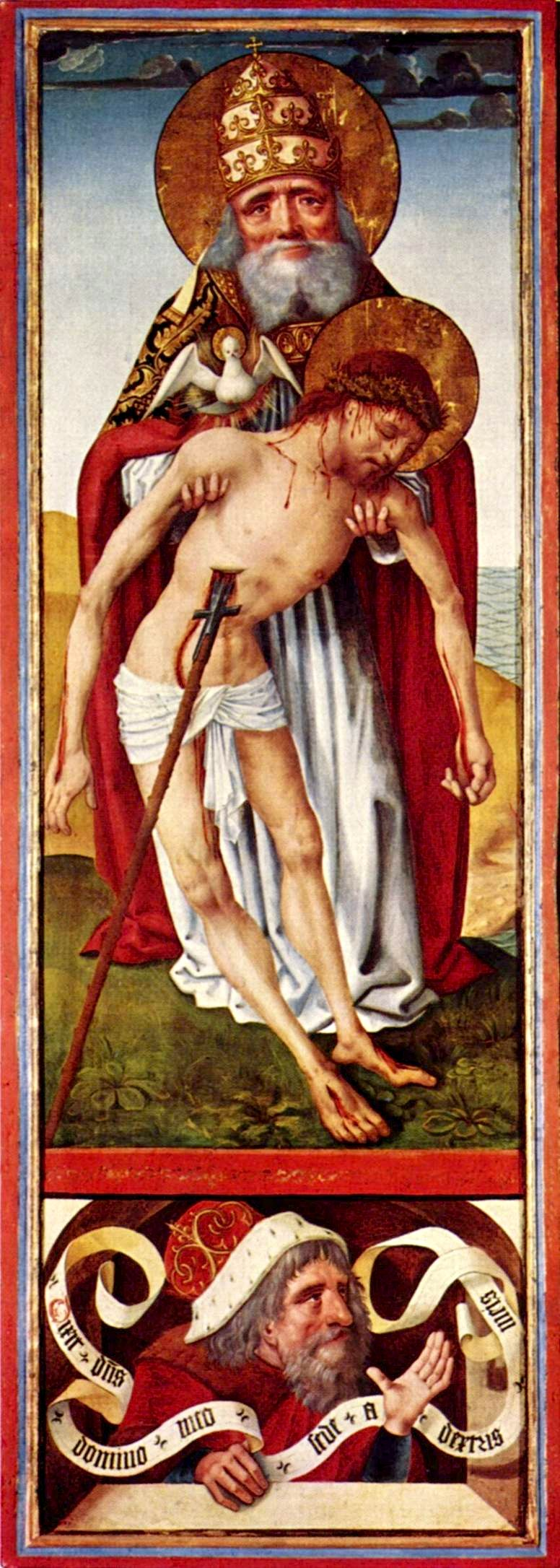
Autel du voyageur de Scanie (détail), la Trinité par Bernt Notke
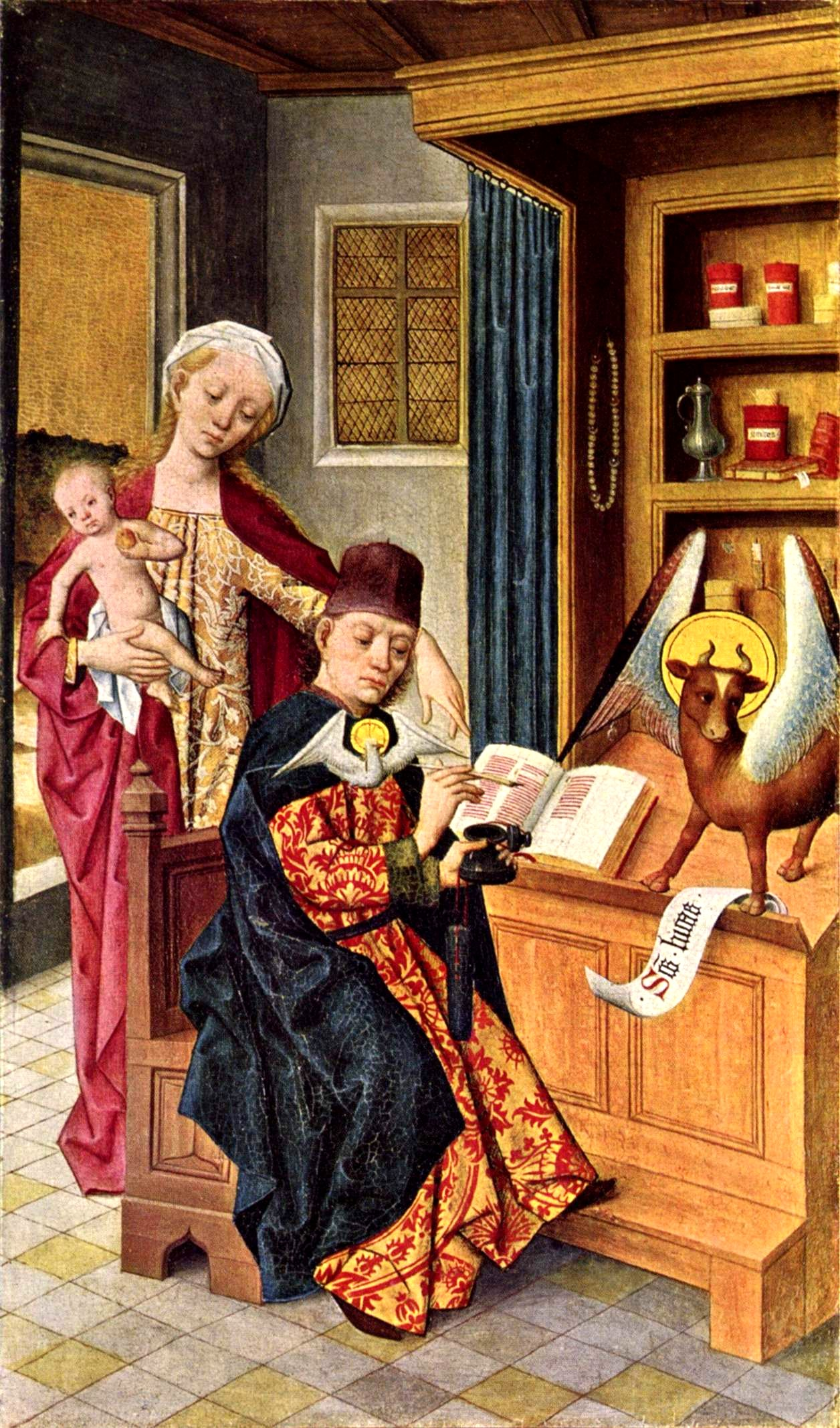
Autel de saint Luc (détail), saint Luc rédigeant son Évangile assisté de la Vierge, par Hermen Rode
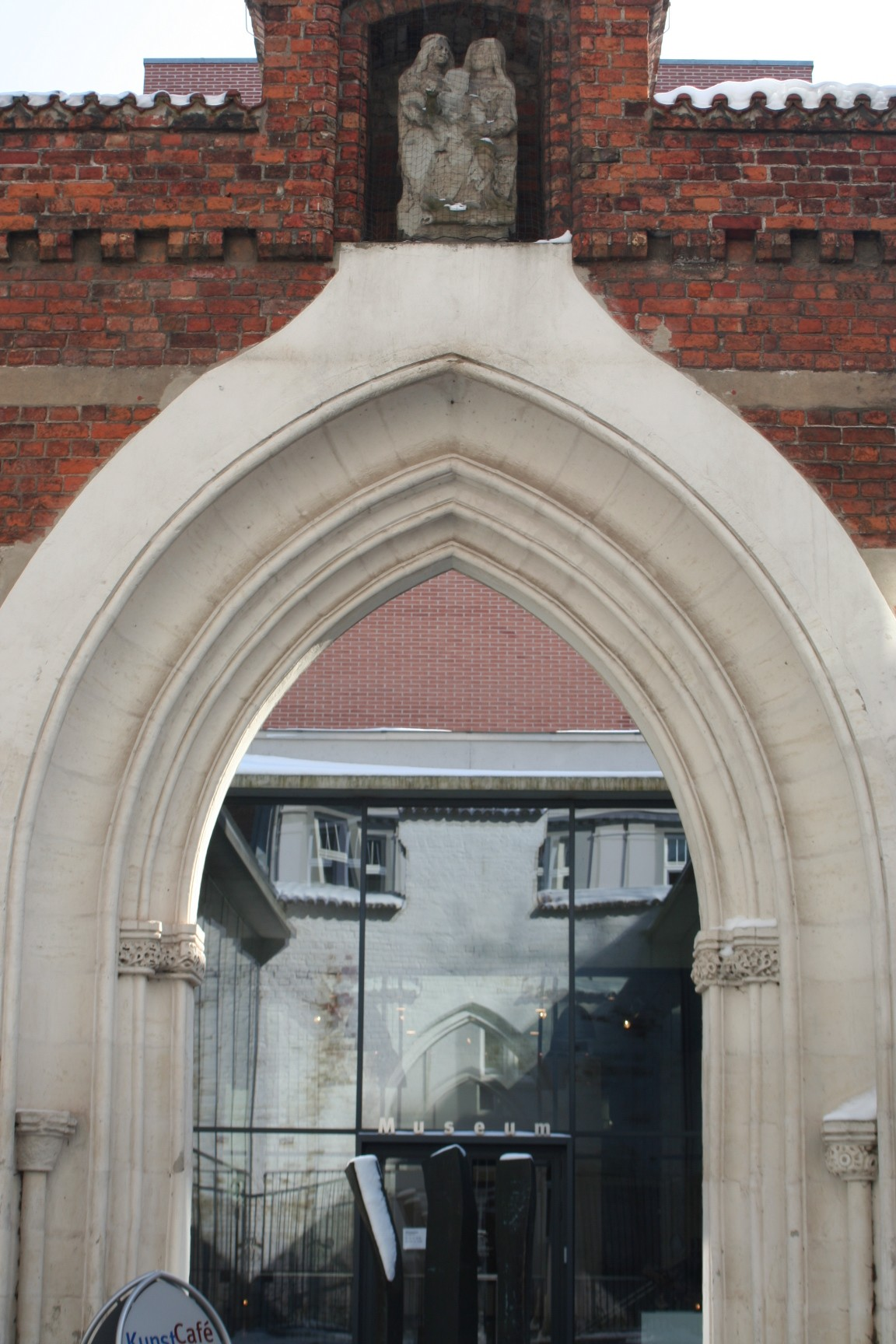
Portail de Sainte-Anne
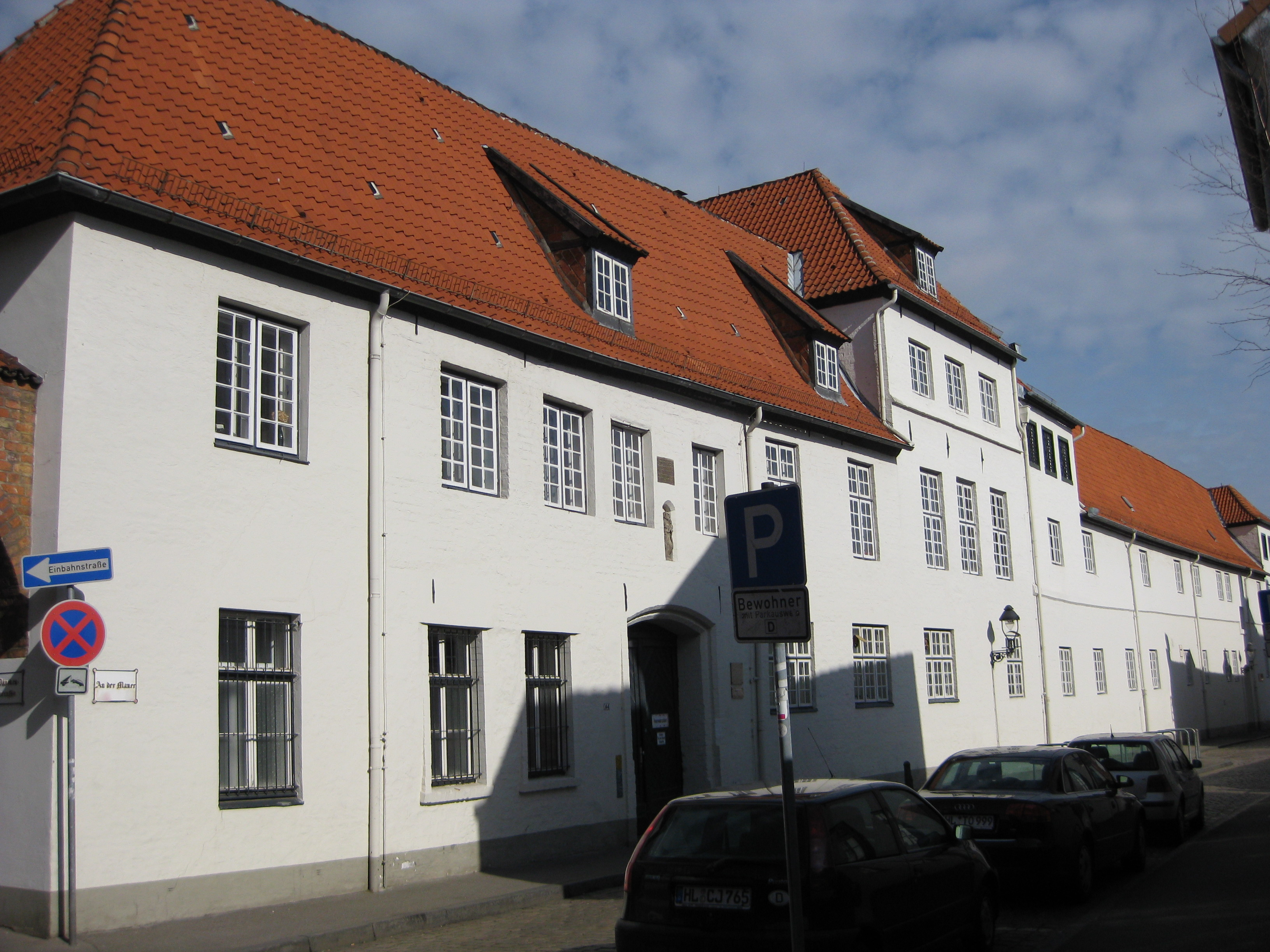
Bâtiments du musée dans l'ancienne abbaye

## Source
- (de) Cet article est partiellement ou en totalité issu de l’article de Wikipédia en allemand intitulé « St.-Annen-Kloster Lübeck » (voir la liste des auteurs).